# Santana Aníbal
El Santana Aníbal es un automóvil todoterreno comercializado a partir de 2004 y hasta 2011 y fabricado en la factoría Santana de Linares (Jaén), España. Toma el nombre del general cartaginés Aníbal Barca, ya que según la tradición se desposó con Himilce, natural de Cástulo, populosa ciudad íbera cuyas ruinas pertenecen al término municipal de Linares.
Se trata de una versión mejorada del Santana 2500 fabricado en la factoría linarense en los años 80 y 90. El mismo Santana 2500 era a su vez una versión de los míticos Land Rover, vehículos que bajo licencia de la marca británica se fabricaron en Linares desde 1961 hasta 1983, fecha en la que finalizó el acuerdo entre ambas compañías. La marca aprovechó para equipar excedentes de componentes del 2500 en el nuevo modelo y eliminar el stock en la medida de lo posible.

## Historia
Una vez el modelo 2500 se retiró del mercado, un estudio posterior estimó que existía demanda para absorber unas 6 000 unidades de todoterrenos con orientación profesional. El proyecto para la realización de este nuevo modelo fue conducido por José Antonio Navarro Yagüe, por entonces director de la fábrica, en 1997. En enero del año siguiente se realizó una maqueta de chapa a escala a la que el equipo directivo dio luz verde, por lo que se empezó con el desarrollo de los primeros prototipos a escala real. 
El Santana Aníbal, como se le denominó para el mercado en España, o PS10 como se le llamó al producto en el extranjero ya que el nombre Aníbal (Hannibal en inglés) está registrado por el fabricante del Hummer, fue presentado por primera vez el 23 de mayo de 2002 en el Salón del automóvil de Madrid y de inicio se ofreció en versión de 3 y 5 puertas, o bien con caja de carga a modo de pick-up tanto con cabina sencilla como doble. Existió un prototipo cerrado de batalla larga, pero con 3 puertas, que no se llegó a comercializar. El desarrollo de este modelo costó a la empresa 19 millones de euros.
Físicamente aportó pocas novedades con respecto a sus predecesores, ya que como los mismos fabricantes quisieron dejar claro, se trataba de un todoterreno de trabajo, y como tal primaba la robustez y la fuerza por encima de la estética. En cambio sí se introdujeron mejoras como la dirección asistida o el aire acondicionado de manera opcional, lógicas por otra parte ateniéndonos a la evolución de los automóviles durante aquellos años, además de agrandar el portón trasero de carga para poder introducir europalés; no obstante se echaba en falta la posibilidad de antibloqueo de frenos o airbags, medidas que aunque no son vitales para su uso en terrenos escarpados, sí se consideraban ya importantes para su uso en carretera. Por otro lado una de las bazas de este modelo residía en su motor Iveco de 2800 cc de 4 cilindros y 125 cv con inyección directa common-rail.

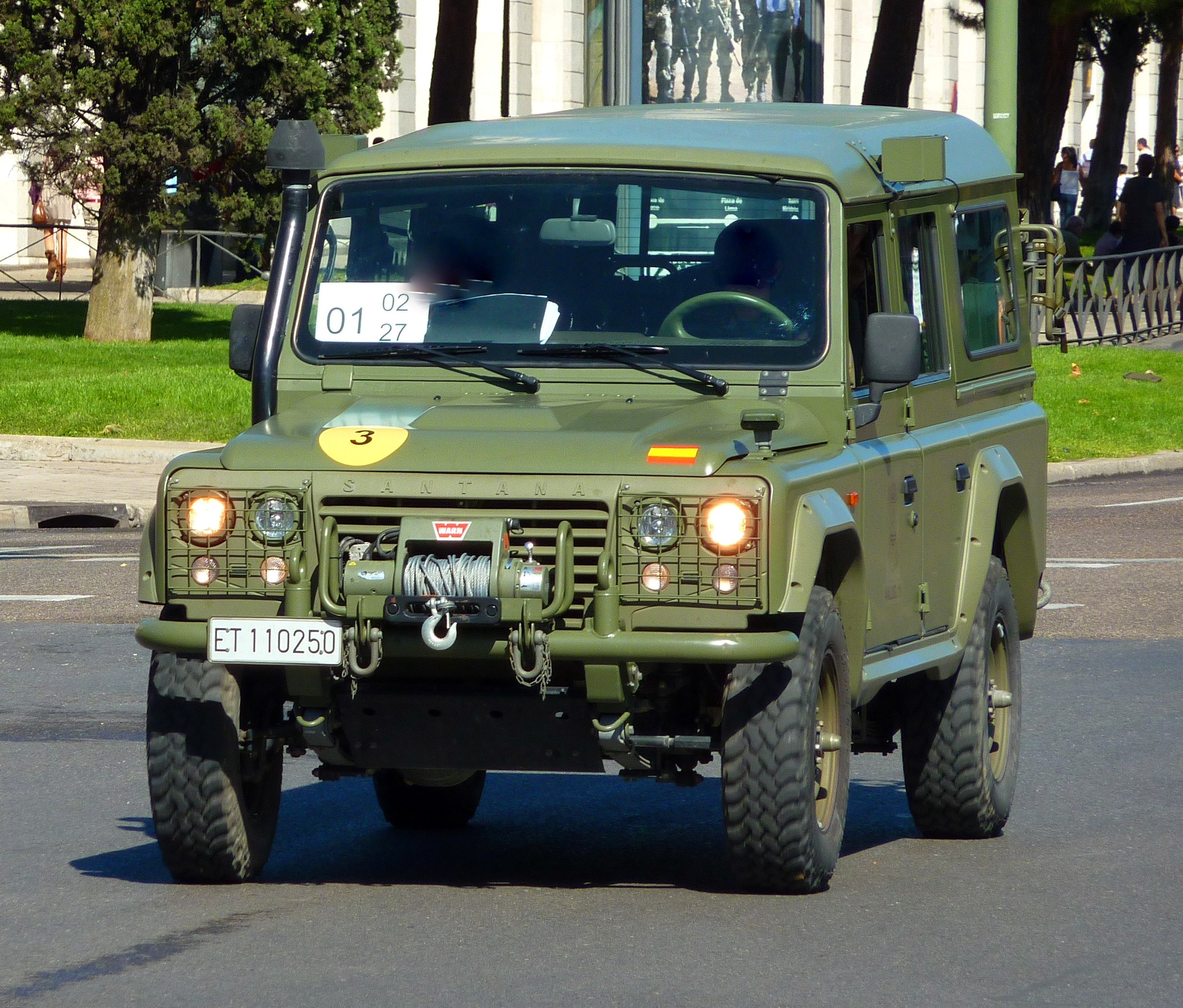
Aníbal carrozado del Ejército de Tierra Español.

Su relación calidad-precio frente a vehículos equivalentes como el Defender de Land Rover o el Hummer, le posibilitaron a Santana la firma de contratos con ejércitos de España, a quien suministró hasta 1 700 unidades, Francia o República Checa, para el abastecimiento de una versión del Aníbal/PS10 como vehículo todoterreno ligero, además de haber realizado pruebas para los ejércitos del Reino Unido y Marruecos. Fue exportado, asimismo, a mercados civiles de Europa, teniendo cierto éxito de ventas, pero no todas sus versiones llegaron a todos los mercados. En Reino Unido, por ejemplo, no se vendió la versión de batalla corta.
El Aníbal/PS10 fue elegido en el número de julio de 2005 de la revista británica "4x4 Magazine" como el mejor todoterreno del mundo, superando en las pruebas a modelos como el Defender, y al Discovery de la marca británica Land Rover o al modelo Patrol de la marca Nissan entre otros.
Con ocasión del Salón del Automóvil de Madrid de 2006, la firma italiana de vehículos Iveco y Santana firmaron un acuerdo por el que la empresa española suministraría un vehículo todoterreno derivado del Aníbal/PS10 revisado por Iveco y cuya apariencia estética fuese modificada por Italdesign. Este contrato tendría como fin la comercialización del derivado del Aníbal/PS10 bajo las siglas de Iveco, modelo que pasaría a denominarse Iveco Massif. La producción del Massif comenzó en julio de 2007 y terminó en 2011, al cerrarse la fábrica de Santana. Para esta fecha, Santana ya había registrado el nombre Santana Mahorí para comercializar el Massif bajo su marca, pudiendo haber sido así un rediseño del Aníbal y del que se llegaron a montar cinco unidades.

## Prototipo
Las versiones de prueba de este automóvil fueron realizadas sobre la base del Santana 2500. A este se le rediseñó el frontal, incluyendo una doble óptica diferenciada para luces cortas y largas. Además, los pilotos de intermitencia y posición pasaron a los extremos del paragolpes, de diseño original para el M300 y construcción tubular que saldría de la producción en 2004 por estar demasiado expuesto a los golpes. Los pilotos traseros vendrían del Suzuki Samurai que se fabricaba en el mismo lugar.
En lugar del motor con el que se vendió al público, equipaban uno más pequeño y con menos de 100 cv de potencia.

## Características técnicas
Pesos
- P.M.A.: 3050 kg
  - Sobre eje 1: 1072 kg
  - Sobre eje 2: 2150 kg
- Peso en orden de marcha: 2140 kg
  - Sobre eje 1: 980 kg
  - Sobre eje 2: 1160 kg
- Carga máxima: 1000 kg
- Peso máximo remolcable:
  - Sin freno auxiliar: 750 kg
  - Con freno auxiliar: 3000 kg
- Asientos 5/7

- Caja de cambios y transmisión

Modelos
- Caja de velocidades (1.ª serie): Santana LT85, manual de 5 velocidades, incluye reversa
- Caja de velocidades (2.ª serie): ZF-85-31, manual de 5 velocidades, incluye reversa (a partir de 2005)

- Tipo de la caja de transferencia: de doble reducción.
- Tracción: 4x2/4x4

Frenos
- Sistema de frenado delantero: discos, ventilado con un radio efectivo de 123,8.
- Sistema de frenado trasero: disponible de tambor y de disco, con un radio de 125.

Motor
- Marca: Iveco
- Tipo: 8140.43P
- Inyección: directa, common-rail
- N.º de cilindros: 4
- Cilindrada 2,8 L
- Potencia Máxima (kW/CV)-rpm: 92/125-3-3.600
- Par máximo (Nm-rpm):275-1800.
- Aspiración: turbocompresor e intercooler.
- Combustible: diésel

Especificaciones generales
- Neumáticos: 235/85 R16
- Capacidad del depósito de combustible: 100 L
- Dirección: asistida hidráulicamente
- Suspensión: de ballestas y 4 amortiguadores de doble efecto